# Augarten

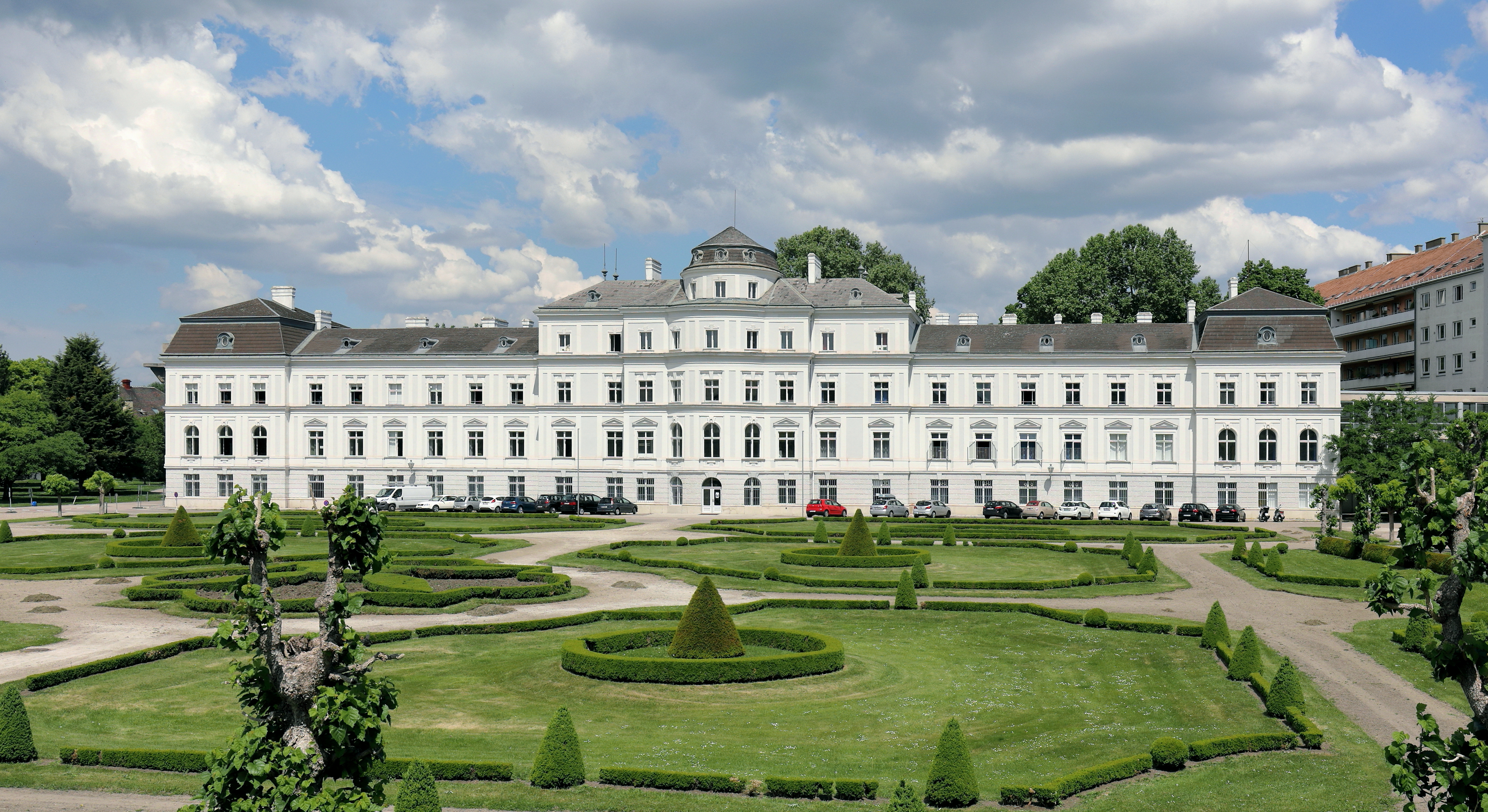
Palais Augarten

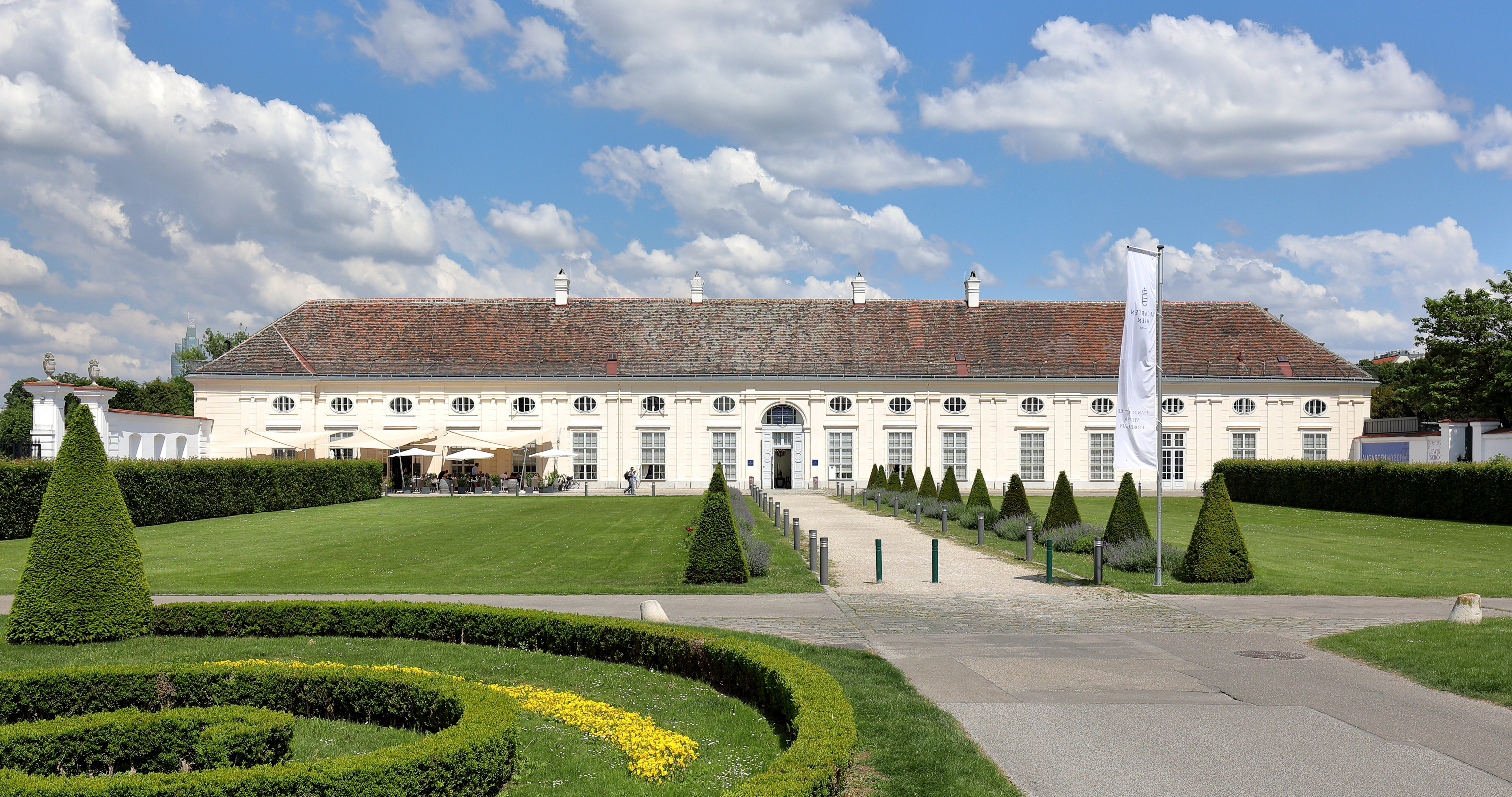
Porzellanmanufaktur

Eine Karte des Augartens

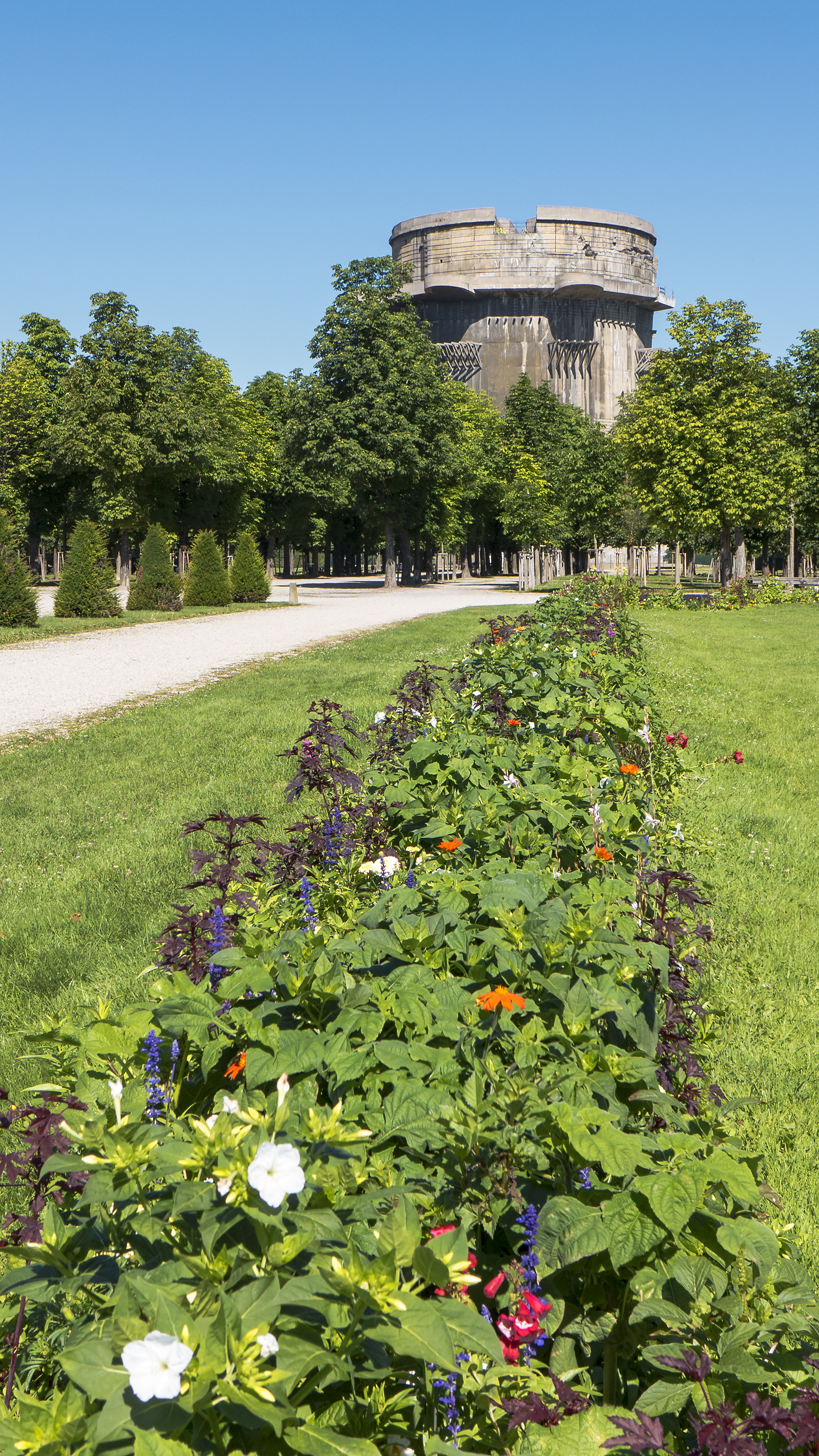
Gartenanlage

Der Augarten ist ein 52,2 Hektar großer, größtenteils öffentlicher Park der Bundesgärten mit der ältesten barocken Gartenanlage Wiens und befindet sich in der Leopoldstadt, dem zweiten Wiener Gemeindebezirk.

## Lage und Verkehr
Der Augarten grenzt (im Uhrzeigersinn gesehen) nordöstlich an den ehemaligen Nordwestbahnhof, südöstlich an das dem Nordbahnviertel benachbarte Viertel um den Volkertmarkt, südwestlich an das Karmeliterviertel und nordwestlich an den 20. Wiener Gemeindebezirk, die 1900 vom 2. Bezirk getrennte Brigittenau. Nach Nordwesten und Nordosten bildet die Parkmauer die Bezirksgrenze 2 / 20. Der Augarten bildet mit den umliegenden Straßenzügen das Augartenviertel, einen zehn Zählsprengel umfassenden Zählbezirk der Leopoldstadt.
Die Straße, die von der Augartenbrücke über den Donaukanal auf das Haupttor des Augartens zuläuft, wird als Untere Augartenstraße bezeichnet. Die den Park an seiner Südwestseite auf volle Länge begleitende Straße heißt Obere Augartenstraße. Die Untere und der an sie Richtung Nordwesten anschließende Teil der Oberen Augartenstraße werden von der Straßenbahnlinie 31 (Schottenring–Stammersdorf) der Wiener Linien befahren. An der Südspitze des Augartens befindet sich seit 2008 die U-Bahn-Station Taborstraße der U-Bahn-Linie U2. Im Nordosten führt die Straßenbahnlinie 5, 1897 als erste Tramwaylinie Wiens elektrifiziert, am Rabbiner-Schneerson-Platz und der angrenzenden Rauscherstraße an der Parkmauer entlang.

## Beschreibung
Die Gartenanlage im französischen Stil bietet neben einem gepflegten Parterregarten mit aufwändigen Blumenlandschaften auch ein weitläufiges, von schattigen Alleen aus Kastanien, Rüstern, Linden, Eschen und Ahornbäumen durchzogenes Gebiet, das für die Bevölkerung und für touristische Besucher Raum zur Erholung, aber auch zur sportlichen Betätigung bietet. Wie in fast allen Bundesgärten in Wien ist der Zugang in der Nacht nicht möglich, da die fünf Parktore vom Einbruch der Dunkelheit bis zum frühen Morgen geschlossen sind; Metallschilder mit den saisonabhängigen Öffnungszeiten sind an den Toren angebracht. Wenn der Augarten geschlossen ist, wird für sportliche Betätigungen gerne die 3 Kilometer lange äußere Parkumrundung genutzt.
Im Augarten befinden sich das Augartenpalais, Sitz der Wiener Sängerknaben, das historische Schloss Augarten mit der Porzellanmanufaktur Augarten, das Atelier Augarten, dessen Nutzung derzeit offen ist, das Filmarchiv Austria, ein Altersheim, der Lauder Chabad Campus, ein Kinderfreibad und mehrere Sportplätze. 2012 kam der MuTh genannte Konzertsaal der Sängerknaben an der Südspitze des Areals, am Augartenspitz, dazu. Historische Relikte sind die beiden hohen Flaktürme (Flak = Fliegerabwehrkanone) aus dem Zweiten Weltkrieg.
Neben mehreren Trinkwasserbrunnen stehen im Augarten zwei gastronomische Betriebe zur Verfügung, einer (Schankwirtschaft im Augarten, zum Teil in einem Kriegsbunker) im Parterre an der südwestlichen Parkmauer, einer im Verbund mit der Porzellanmanufaktur im Augarten.
Die barocke Gartenanlage, das Palais und der erhaltene Teil der ursprünglichen Augartenmauer aus dem frühen 18. Jahrhundert stehen seit dem Jahr 2000 unter Denkmalschutz. Der Park selbst gehört zu den bedeutendsten gartenarchitektonischen Denkmalen Österreichs und steht als solcher explizit unter Denkmalschutz (Nr. 46 im Anhang zu § 1 Abs. 12 DMSG).

## Geschichte

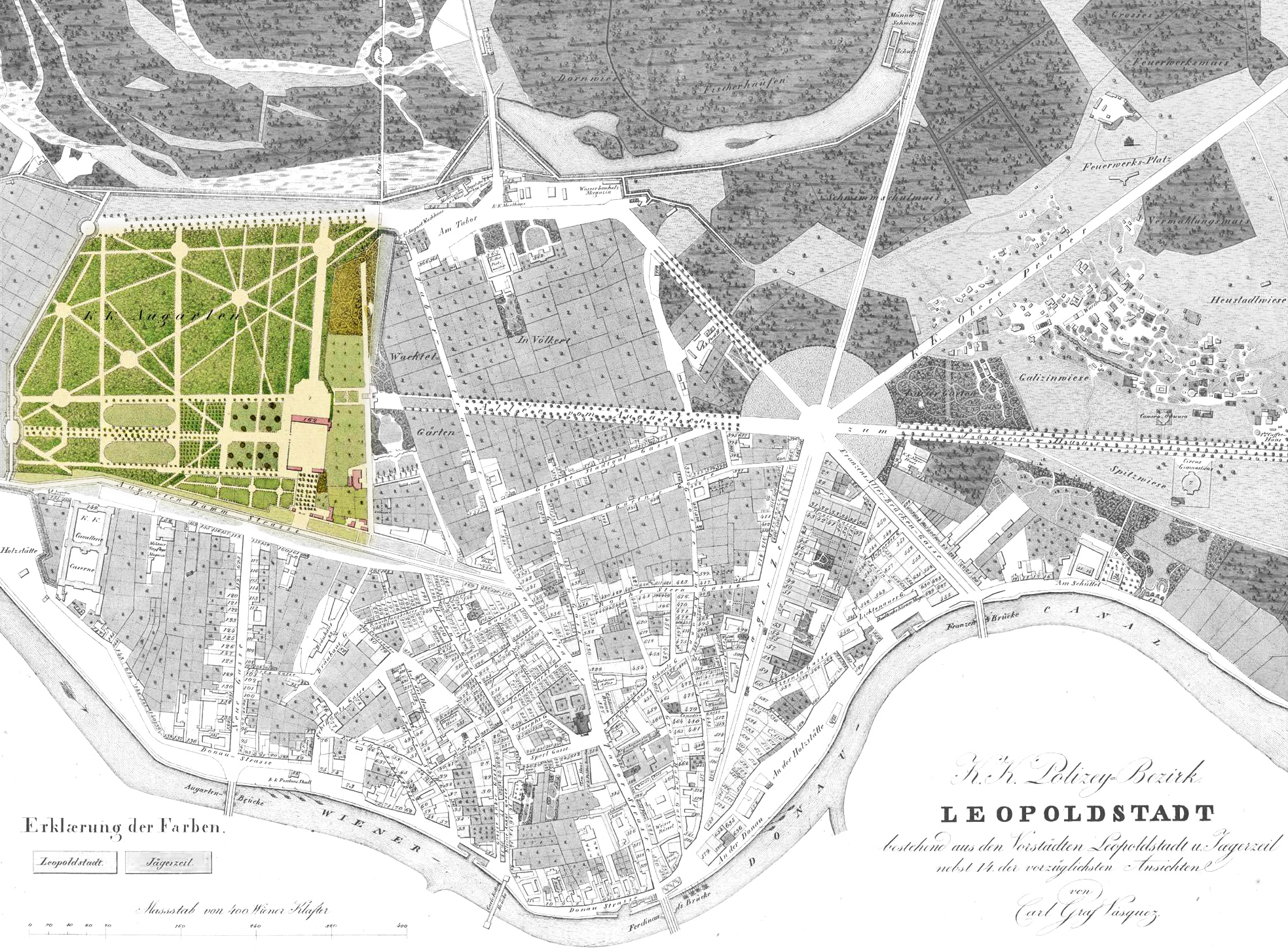
Augarten um 1830

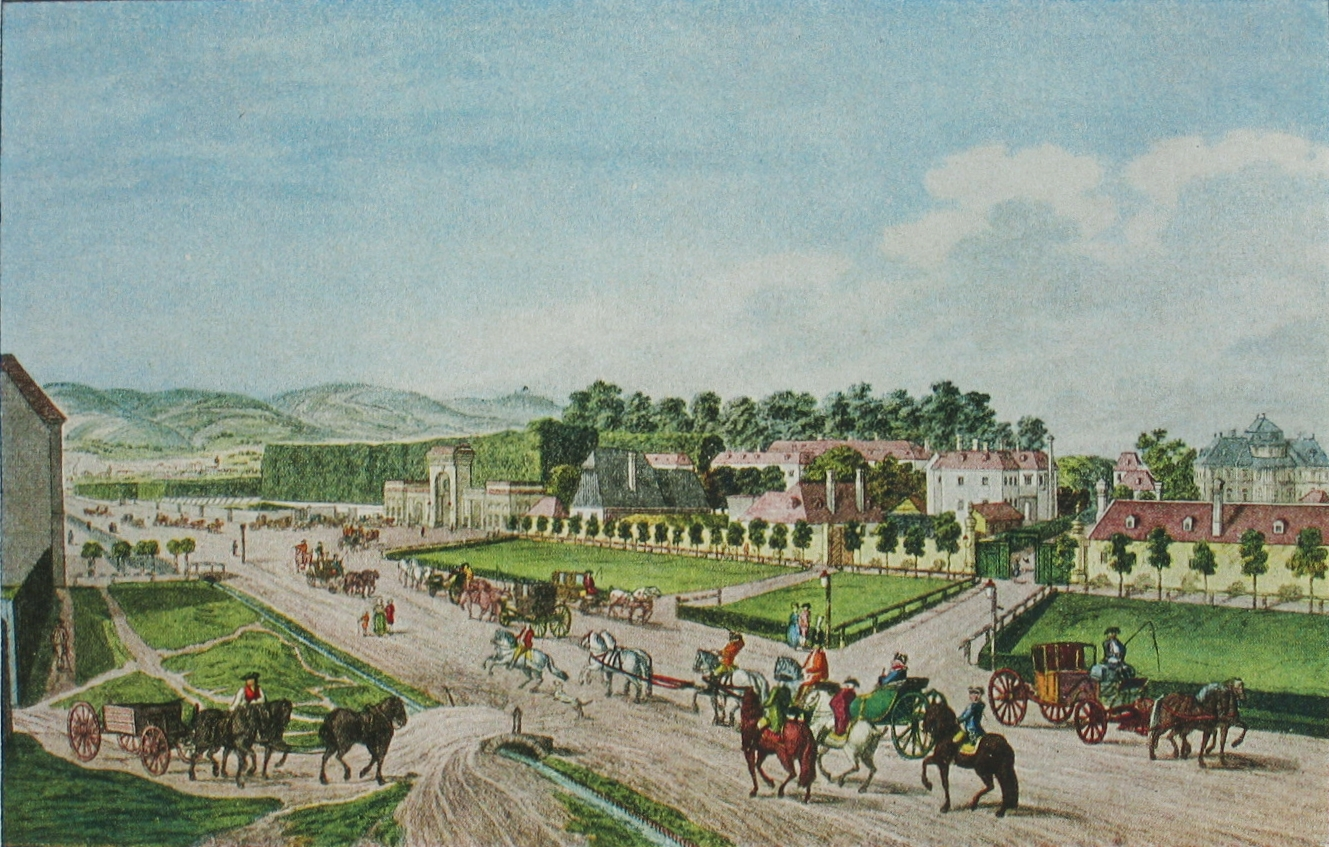
Kupferstich vom Eingang des Augartens um 1782. Links im Hintergrund sind der Kahlenberg und der Leopoldsberg zu sehen.

Im Jahr 1614 ließ Kaiser Matthias in der Wolfsau, einem Teil des damaligen kaiserlichen Jagdgebietes, der dazumals noch eine unberührte Aulandschaft war, ein kleines Jagdschloss erbauen. Um 1650 entstand unter Ferdinand III., der zu diesem Zweck den Anteil Am Tabor hinzukaufte, nächst dem Jagdschloss eine (verglichen mit den späteren Ausmaßen des Augartens kleine) Gartenanlage in holländischem Stil, und das Jagdschloss wurde erweitert. Daran grenzten Palais und Garten des Grafen Johann Franz von Trautson, entworfen von Filiberto Luchese. In den 1660er-Jahren erwarb Leopold I. aus Privatbesitz die angrenzenden Trautson’schen Gärten und es entstand ein barocker Lustpark an deren Stelle. Das trautsonsche Gartenpalais ließ Leopold I. um 1677 zu einem kleinen Schloss umbauen, welchem er den Namen Kaiserliche Favorita verlieh. Später hat sich der Name Alte Favorita für das kaiserliche Lustschloss etabliert. Im Zuge der zweiten Wiener Türkenbelagerung im Jahr 1683 wurde die gesamte Anlage zerstört. Von den Gebäuden blieben lediglich Teile der Mauern stehen.
Erst 1705 wurden unter Kaiser Joseph I. das Schloss und ab 1708 die Gartenanlage durch den Gartenarchitekten Jean Trehet wiederhergestellt. Der damals errichtete Gartensaal ist heute Firmensitz der Augarten-Porzellanmanufaktur. Wenige Jahre später, im Jahr 1712, beauftragte der neue Regent Karl VI. Trehet, der auch die Gartenanlagen des Schönbrunner Schlosses und des Belvedere realisierte, eine neue, aufwändigere Gartenanlage in französischem Stil anzulegen. Der heutige Augarten entspricht in seiner Form weitgehend dieser Anlage.

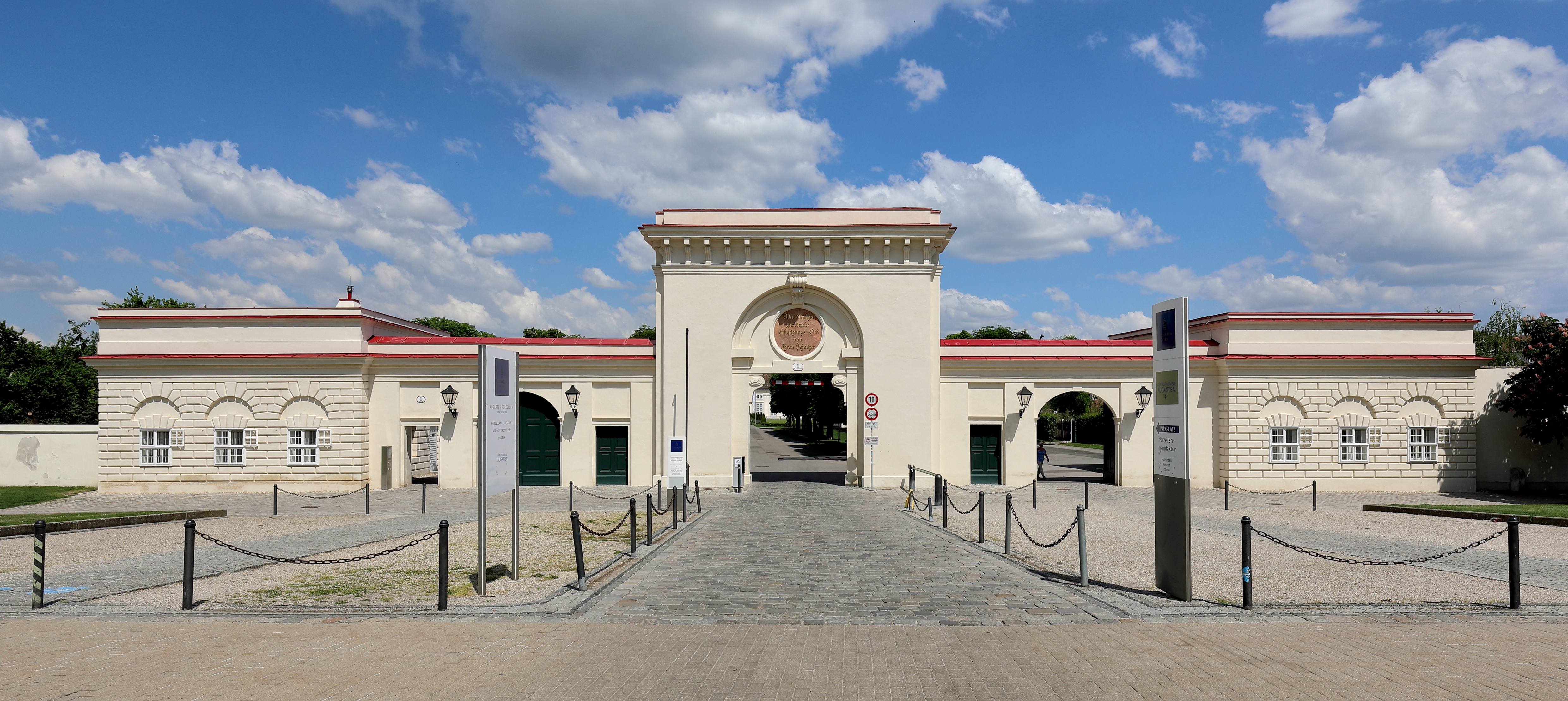
Das von Isidore Canevale entworfene triumphbogenartige Eingangsportal

Nach der Öffnung des Wiener Praters für die Öffentlichkeit im Jahre 1766 wurde auch der Augarten am 1. Mai 1775 von Joseph II. der Allgemeinheit zugänglich gemacht. Anlässlich dieses Ereignisses wurden auch Nachtigallen ausgesetzt und deren Jagd unter Strafe gestellt. Der Eingang wurde damals noch von Militär bewacht und im Gelände selbst waren Invalide zur Wahrung der Ordnung gegenwärtig. Noch heute ist die Inschrift „Allen Menschen gewidmeter Erlustigungs-Ort von Ihrem Schaetzer“ auf dem ebenfalls 1775 von Isidore Canevale errichteten Hauptportal des Augartens zu lesen, das direkt zum Schloss Augarten (dem Firmensitz der Porzellanmanufaktur) führt. Um diesem Leitspruch gerecht zu werden, beherbergte der Augarten damals neben dem Eingang auch ein Gebäude mit Speisesälen, Erfrischungsräumen, Tanzsälen und Billardzimmer, für das der Traiteur Ignaz Jahn verantwortlich war.

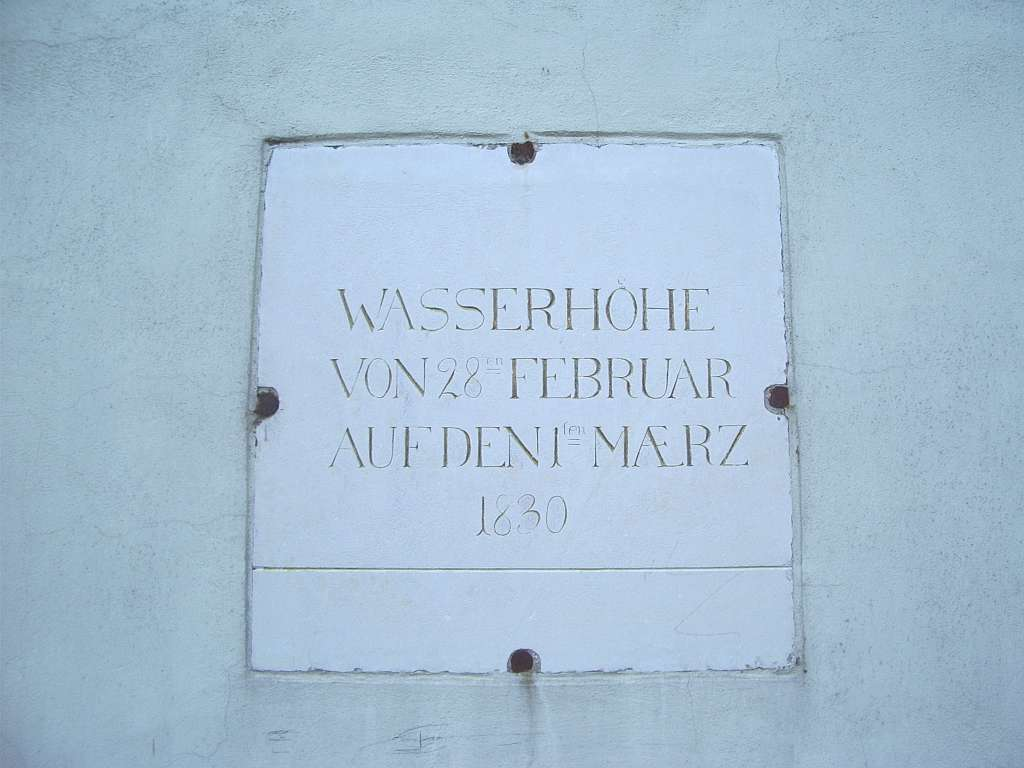
Hochwassermarke

Beim verheerenden Hochwasser, das in der Nacht vom 28. Februar auf den 1. März 1830 die nahe der Donau gelegenen Gebiete Wiens heimsuchte, wurde der gesamte Augarten 1,75 Meter hoch überflutet. Zwei Gedenktafeln, eine davon an der Innenseite des Hauptportals und eine beim Tor nächst der Castellezgasse angebracht, erinnern noch heute an dieses Ereignis. Von 1860 bis 1875 fand die Regulierung des Donaustroms und somit die Abtrennung des Augartens von der Donau statt. Aus dem vormaligen Augebiet wurde damit eine Kulturlandschaft, die nicht mehr durch regelmäßige Hochwässer bedroht ist.
1934 bis 1936 wohnte der damalige Bundeskanzler Kurt Schuschnigg im Palais Augarten. Bis zum Zweiten Weltkrieg verlief die Geschichte des Augartens dann relativ ruhig. Gegen Ende des Krieges sollte sich das aber ändern, denn die Kriegsstrategen von Adolf Hitler hatten den Augarten aufgrund seiner geographischen Lage als idealen Standort für die Errichtung von Flaktürmen zum Schutz der Wiener Innenstadt auserkoren. Im Sommer 1944 wurde mit dem Bau von zwei der Wiener Flaktürme (einem Gefechtsturm mit einer Höhe von 55 Metern und einem Leitturm mit einer Höhe von 51 Metern) begonnen, die durch ihre bizarre Erscheinung inmitten des Gartens mittlerweile zu einem Charakteristikum des Augartens geworden sind. Der Bau der Wiener Flaktürme mit den einhergehenden destruktiven Erscheinungen (Verlegung von 16 Eisenbahngeleisen, Errichtung umfangreicher Barackensiedlungen für die Bauarbeiter usw.) setzte dem Augarten allein schon sehr arg zu, doch darüber hinaus wurden während des Krieges auch noch hunderte Kubikmeter Schutt deponiert, fuhren Panzerfahrzeuge kreuz und quer durch die Gartenanlage und es wurden Massengräber angelegt, in denen viele hundert Kriegsopfer beigesetzt worden sein sollen.
Ende der 1960er Jahre wurde versucht, einen der beiden Flaktürme zu sprengen. Der Turm wurde zwar erheblich beschädigt – die Risse sind noch gut zu sehen – blieb jedoch stehen. Bis auf die de facto unzerstörbaren Türme ist von den Kriegstagen aber heute nichts mehr zu sehen.

## Kulturelle Bedeutung

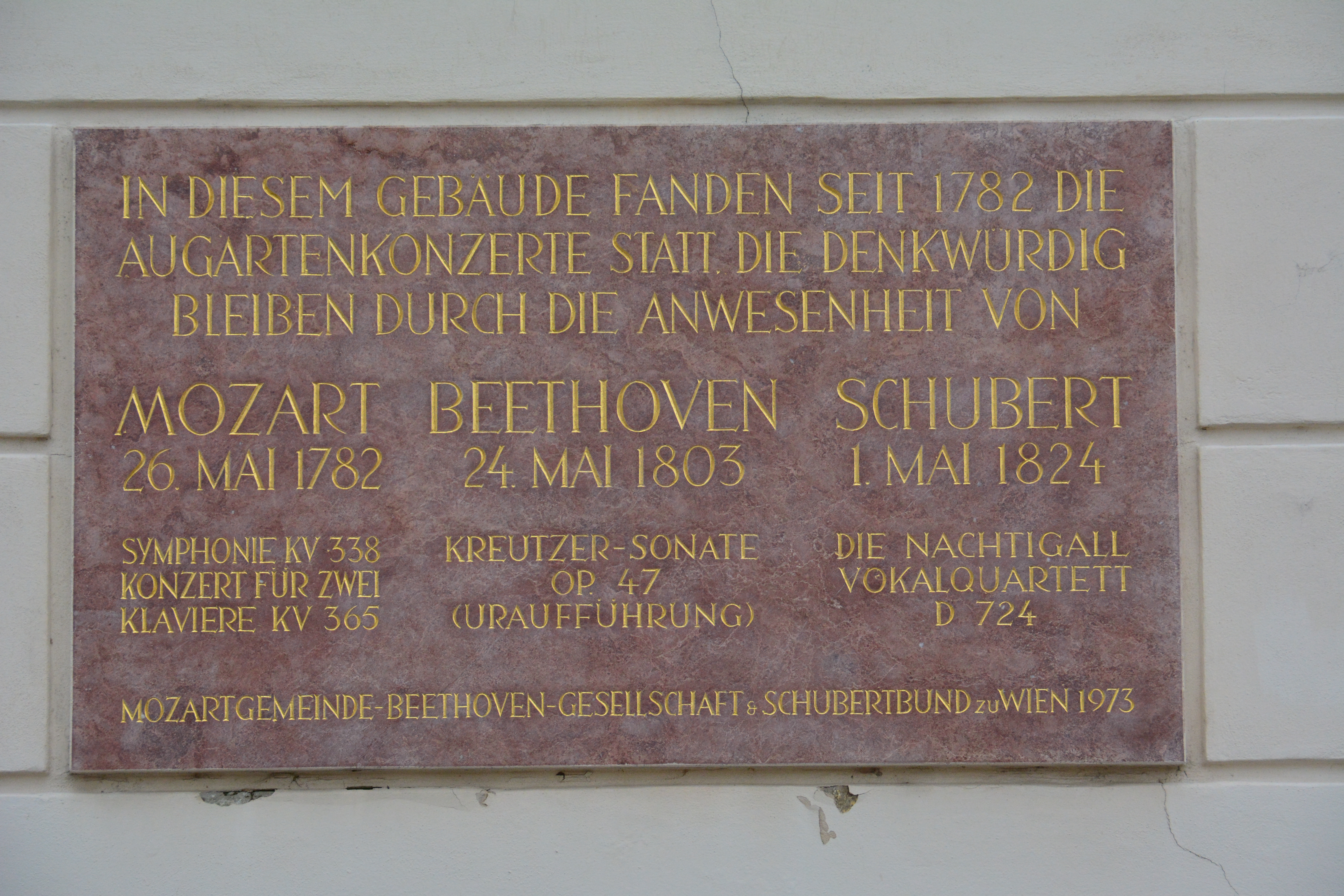
Gedenktafel für die Augartenkonzerte

Am 26. Mai 1782 fand im Gartensaal des Schlosses Augarten das erste der Morgenkonzerte unter der Leitung von Wolfgang Amadeus Mozart statt, das Haus bot aber auch Raum für zahlreiche andere Feste und Konzerte. Die Morgenkonzerte wurden eine Zeit lang von Mozart selbst dirigiert, danach wechselten sich verschiedene Dirigenten, unter anderem der Jurist Franz Bernhard von Keeß, ab, bis 1795 dem berühmten Violinisten Ignaz Schuppanzigh die Leitung der Konzerte übertragen wurde. Auch Ludwig van Beethoven ließ mehrere seiner Werke unter der Leitung von Schuppanzigh im Augarten aufführen.
In den Jahren 1820 bis 1847 fanden im Gartensaal des Schlosses die vielbesuchten 1.-Mai-Konzerte statt, in deren Rahmen vorwiegend Kompositionen von Johann Strauss (Vater) dargebracht wurden.
Von 1998 bis 2007 beheimatete die Wiese vor dem Gefechtsturm jeweils in den Sommermonaten Juli und August ein Freiluft-Kino unter dem Namen Kino unter Sternen. Seit 2008 läuft im südlichsten Teil des Augartens (dem Augartenspitz) als indirekter Nachfolger das Kino wie noch nie, ein Projekt des Filmarchivs Austria. Im Rahmen dieser Veranstaltung werden typischerweise internationale Filme abseits des Hollywood-Mainstreams gezeigt, überwiegend in Originalfassung.
Ab 2010 wurde, trotz heftiger Proteste von Anrainern und Bürgerinitiativen, am Augartenspitz eine Konzert- und Mehrzweckhalle für den Verein Wiener Sängerknaben errichtet, der das Areal gepachtet hat. Unter der Bezeichnung MuTh (für Musik und Theater) wurde das Gebäude am 9. Dezember 2012 eröffnet.

## Einrichtungen im Augarten

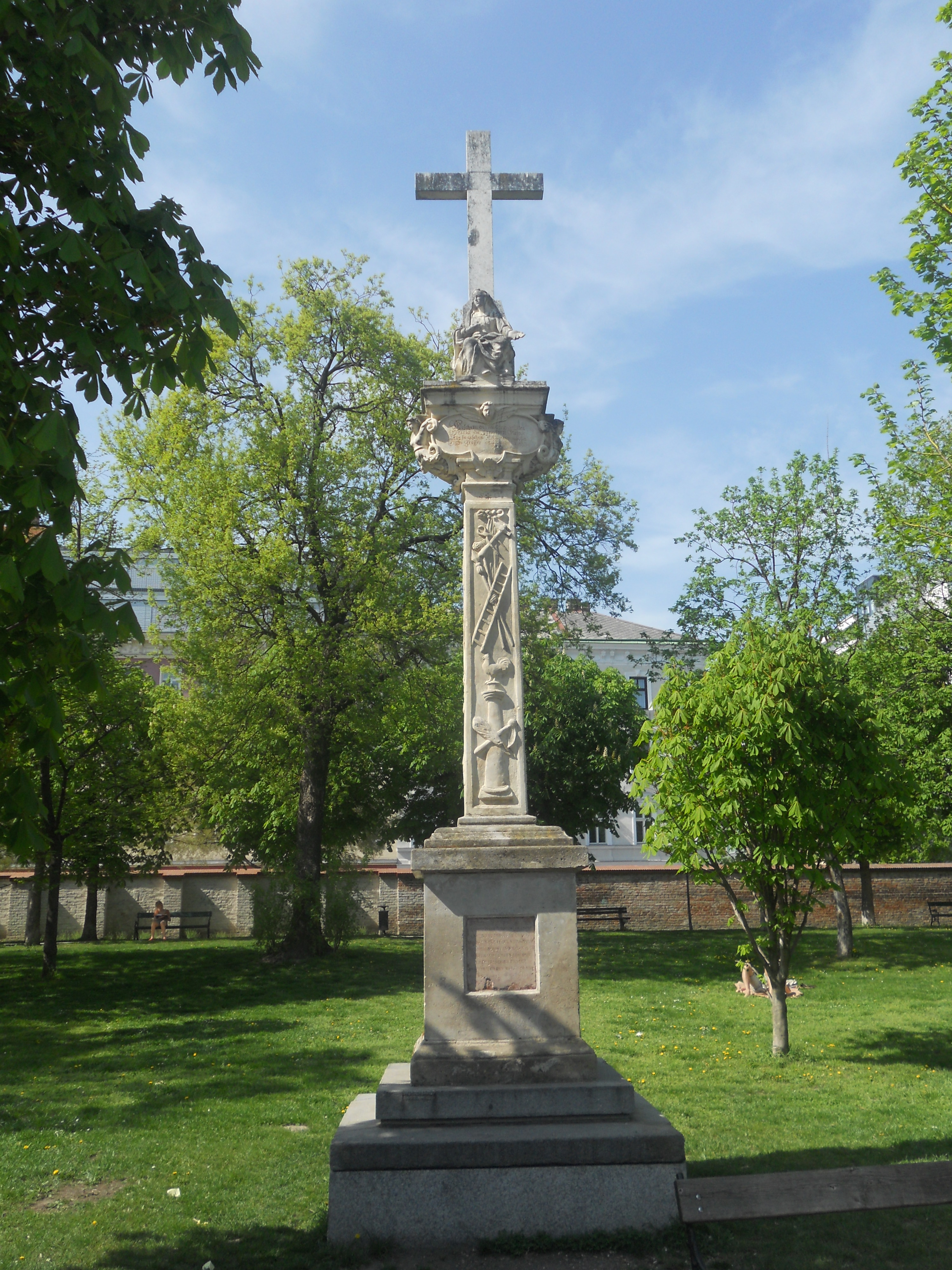
Das Schmidtsche Votivkreuz

- Wiener Sängerknaben: Seit 1948 sind die Wiener Sängerknaben im Palais Augarten angesiedelt. Neben einem Gymnasium mit Internat ausschließlich für die Sängerknaben sind im Palais noch ein Kindergarten und eine private Volksschule mit Öffentlichkeitsrecht untergebracht, die auch musikbegeisterten Kindern beider Geschlechter offenstehen. Im Dezember 2012 wurde die Konzerthalle MuTh für die Sängerknaben im Augarten fertiggestellt.
- Porzellanmanufaktur: Die Porzellanmanufaktur Augarten hat ihren Firmensitz im ehemaligen Gartensaal des Schlosses Augarten (Eingang von der Oberen Augartenstraße). Hier wird bis heute in Handarbeit hochwertiges Porzellan angefertigt und auch verkauft. Seit 2011 befindet sich hier auch das Porzellanmuseum.
- Ambrosimuseum / Thyssen-Bornemisza: Das Atelier des Künstlers Gustinus Ambrosi nahe dem Eingang Lampigasse / Scherzergasse war 1955 bis 2017 im Bereich des Englischen Gartens etabliert. Neben einem Skulpturengarten fand sich hier auch das Gustinus-Ambrosi-Museum. Im ehemaligen Wohnhaus und Atelier des Künstlers stellte 2012 bis 2017 die von Francesca Habsburg-Lothringen geleitete Stiftung Thyssen Bornemisza Art Contemporary aus und nannte die Einrichtung TBA21 – Augarten.[6] Wie von Francesca Habsburg im November 2015 angekündigt, wurde TBA21  Ende 2017 geschlossen, als der Mietvertrag für die Räume im Augarten auslief.[7] Auch das Gustinus-Ambrosi-Museum wurde geschlossen; Eigentümerin des Gebäudekomplexes ist die Burghauptmannschaft Österreich. Mit dem Ziel, hier ein neues Zentrum für zeitgenössische Kunst,- Kultur und Wissenschaftsveranstaltungen inklusive eines Arik-Brauer-Museums entstehen zu lassen, plant sie eine eingehende Sanierung. Voraussichtlich dauert diese bis 2027.[8][9]
- Filmarchiv: Das Filmarchiv Austria ist seit 1997 in den Wirtschaftsgebäuden des Palais Augarten an der Oberen Augartenstraße zu Hause.
- Votivkreuz: Nahe der nördlichen Umfassung (Eingang Wasnergasse) steht das Schmidtsche Votivkreuz oder auch Stiftungskreuz. Laut Inschrifttafel wurde es 1758 von Joseph von Medusi gestiftet, doch dürfte es in Wahrheit aus dem 17. Jahrhundert stammen.[10] 1890 wurde es an den heutigen Standort versetzt. Das eigentliche Kreuz steht auf einem Sandsteinpfeiler, der die Leidenswerkzeuge Christi zeigt; direkt unter dem Kreuz sitzt eine Madonnenfigur.[11]
- Haus Augarten: Das Haus (2., Rauscherstraße 16) ist ein im Jahr 1975 eröffnetes Seniorenheim. Direkt daran angebaut ist das Café Haus Augarten.
- Lauder-Chabad-Campus: Der Campus (2., Rabbiner-Schneerson-Platz 1 / Rauscherstraße) wurde 1998 erbaut. Er umfasst eine Krabbelstube, einen Kindergarten, eine Volksschule, eine Mittelschule und einen Hort. Der Campus verfügt über eine eigene pädagogische Akademie und eine Synagoge.
- Flaktürme: Ein Flaktürme-Paar, die Flaktürme Augarten, sind unverkennbare Bestandteile der Silhouette des Parks.
- Sportplätze: Vier Bundesspielplätze werden vor allem von Schülerinnen und Schülern intensiv genutzt, zumal viele Wiener Schulen über keine eigenen Sportanlagen verfügen und den Turnunterricht daher im Augarten abhalten.
- Familienfreibad: Im nördlichen Teil des Augartens betreibt die Wiener Stadtverwaltung unweit der Wasnergasse ein Familienfreibad.
- Kirche: Die kleine Muttergotteskirche im Augarten befindet sich Ecke Wasnergasse / Gaußplatz / Obere Augartenstraße.
- Kinderspielplätze und Pflanzenzucht: Zahlreiche Kinderspielplätze und gärtnerisch genutzte Flächen, die den Bundesgärten zur Heranzucht der für die Gartengestaltung benötigten Pflanzen dienen, zählen ebenso zum Augarten.
- Urban Gardening:  Auf einem Grünstreifen entlang der Oberen Augartenstrasse können Wiener Bürger seit 2015 Beete bewirtschaften. Das Projekt wurde vom damaligen Landwirtschafts- und Klimaministerium initiiert und von den Österreichischen Bundesgärten realisiert.[12]
- Auf dem sog. Inspektionsstöckl (linkes Torgebäude zwischen dem Haupteingang und dem Schloss Augarten) wurde 1934 anlässlich seines 200. Geburtstags eine Gedenktafel für den Bienenforscher Anton Janscha angebracht.

## Fotogalerie

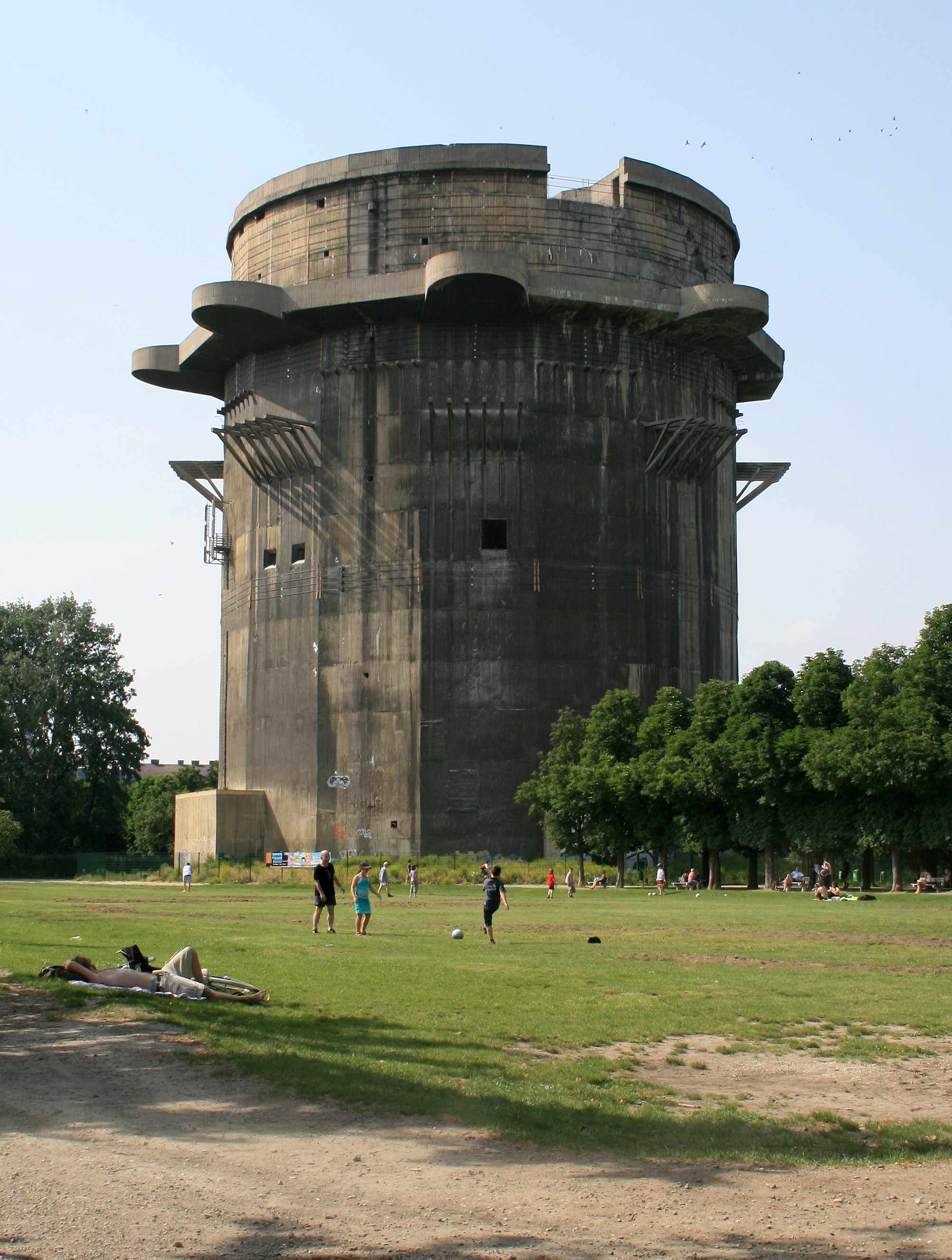
Flakturm (Gefechtsturm)
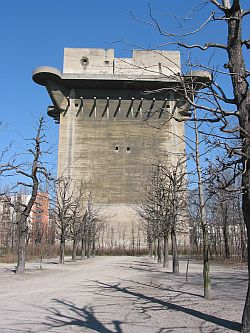
Flakturm (Leitturm)
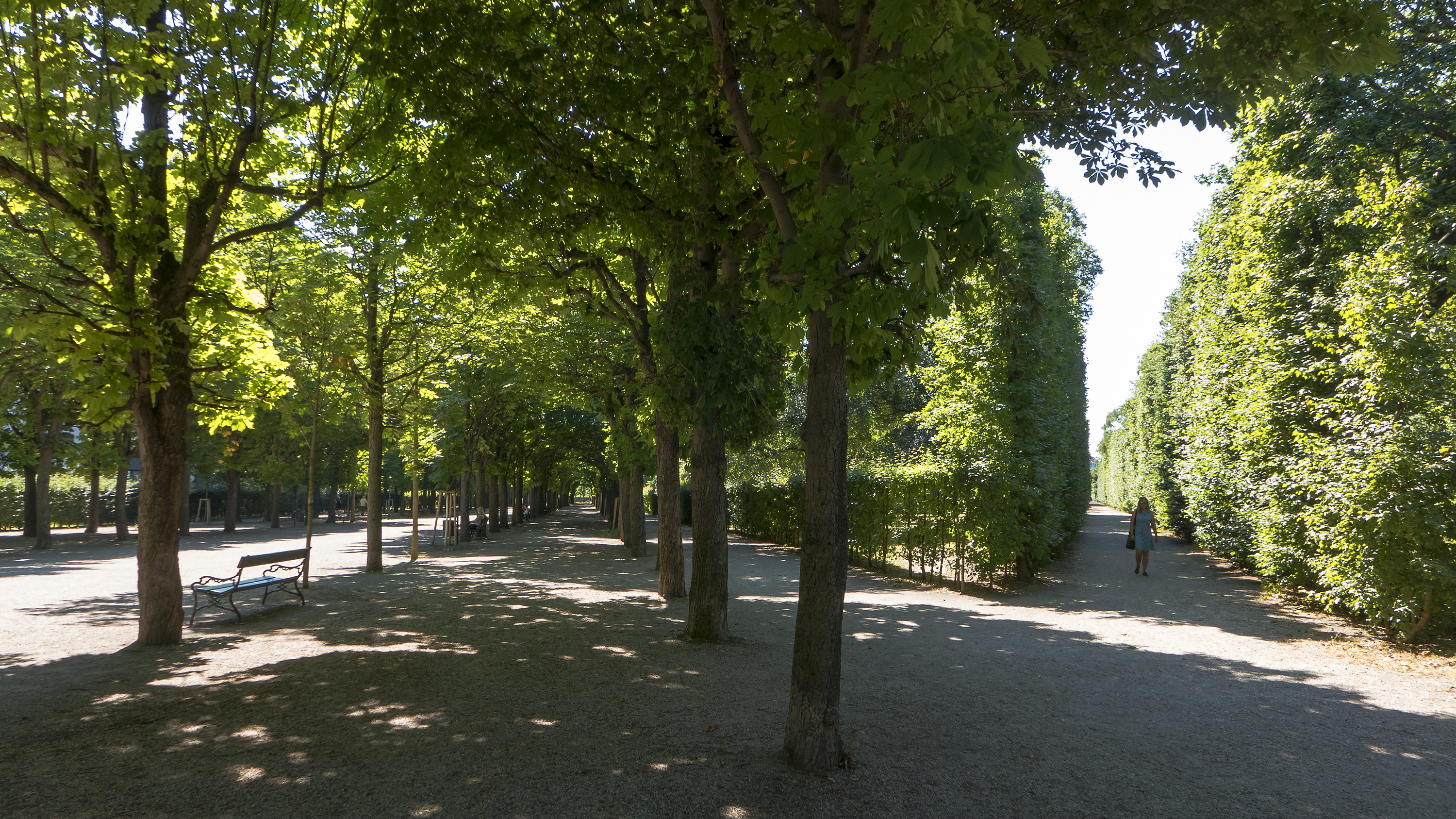
Alleen im Augarten
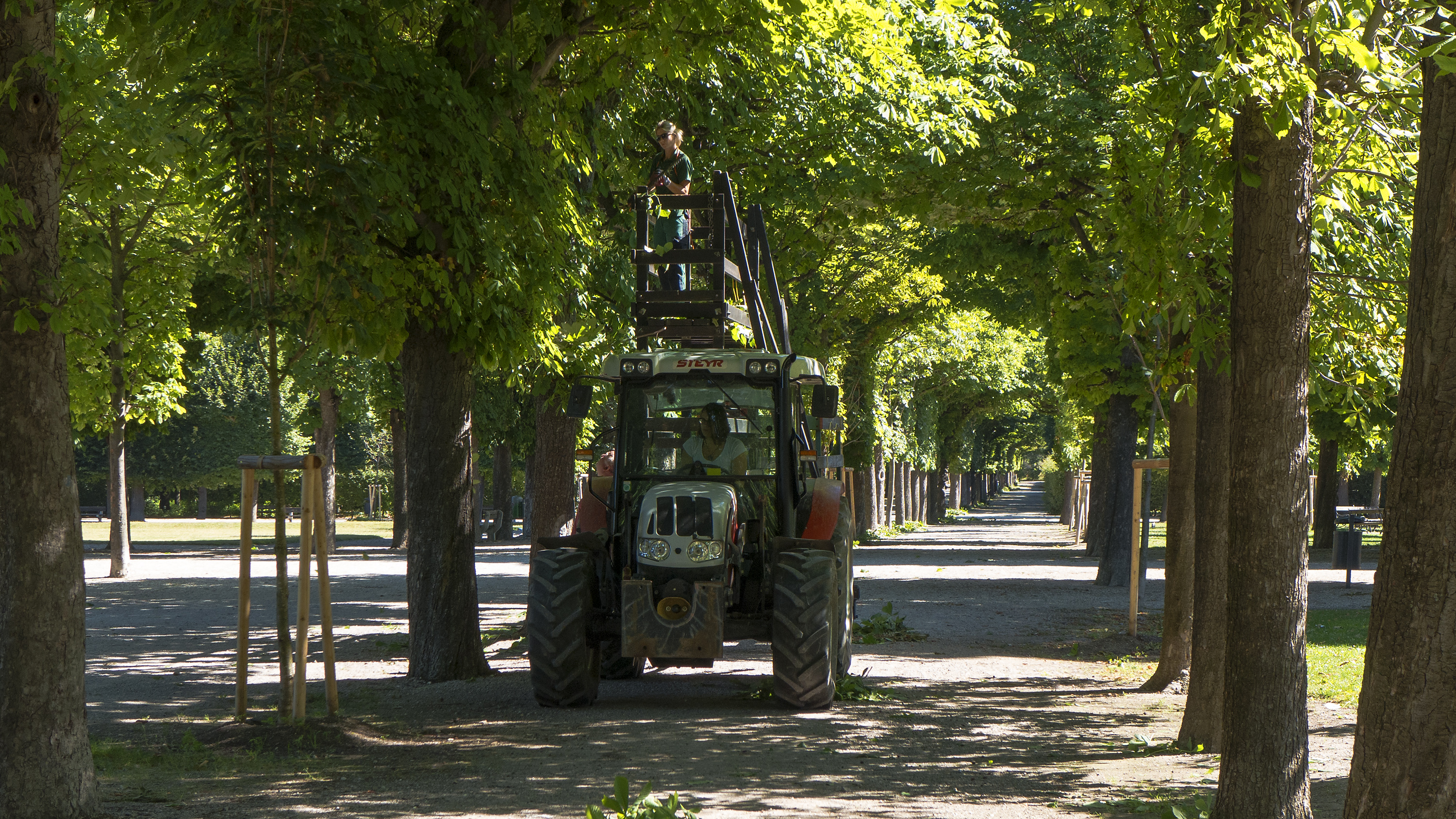
Formschnitt in der Allee
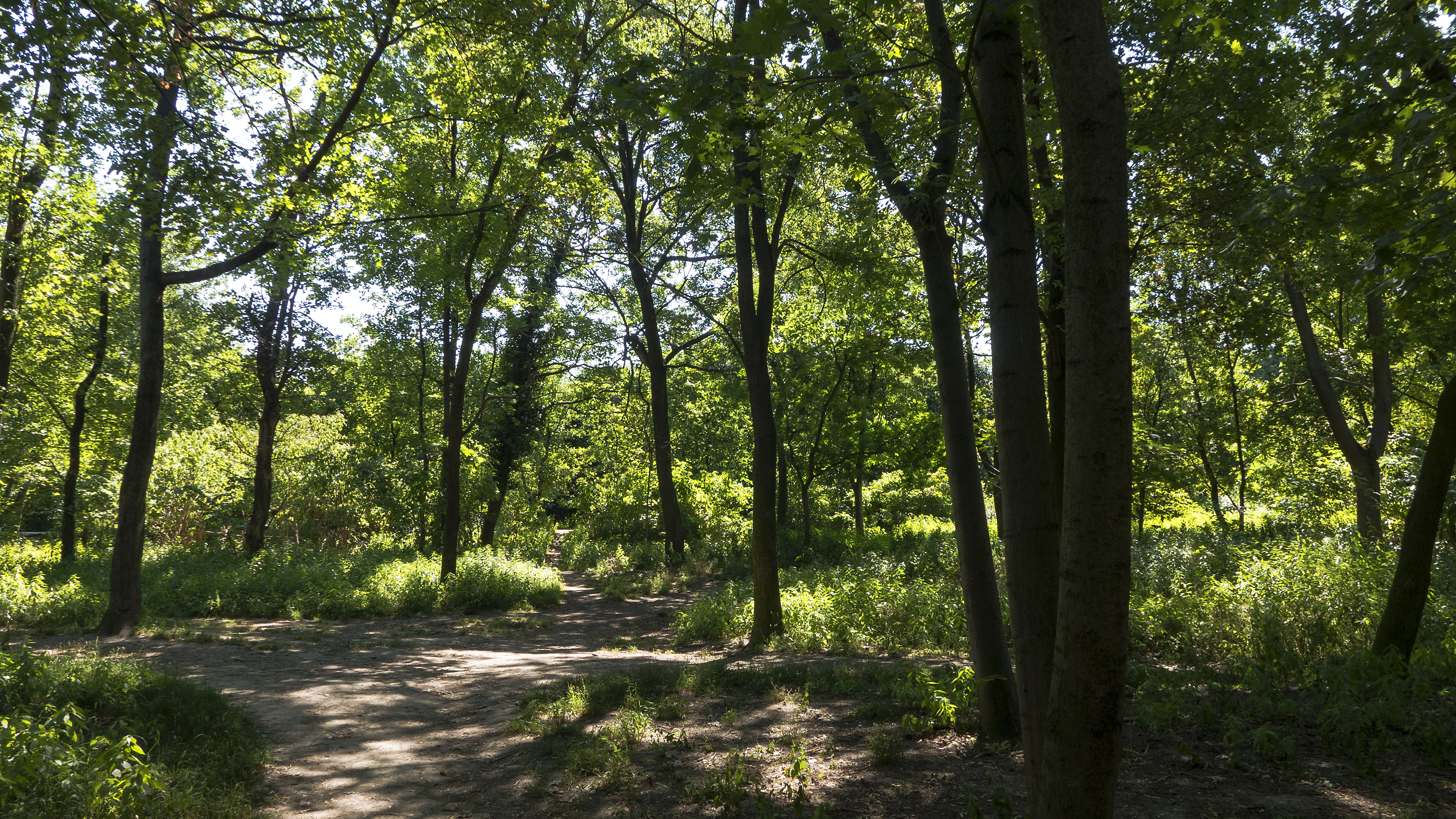
Waldgebiet im Augarten
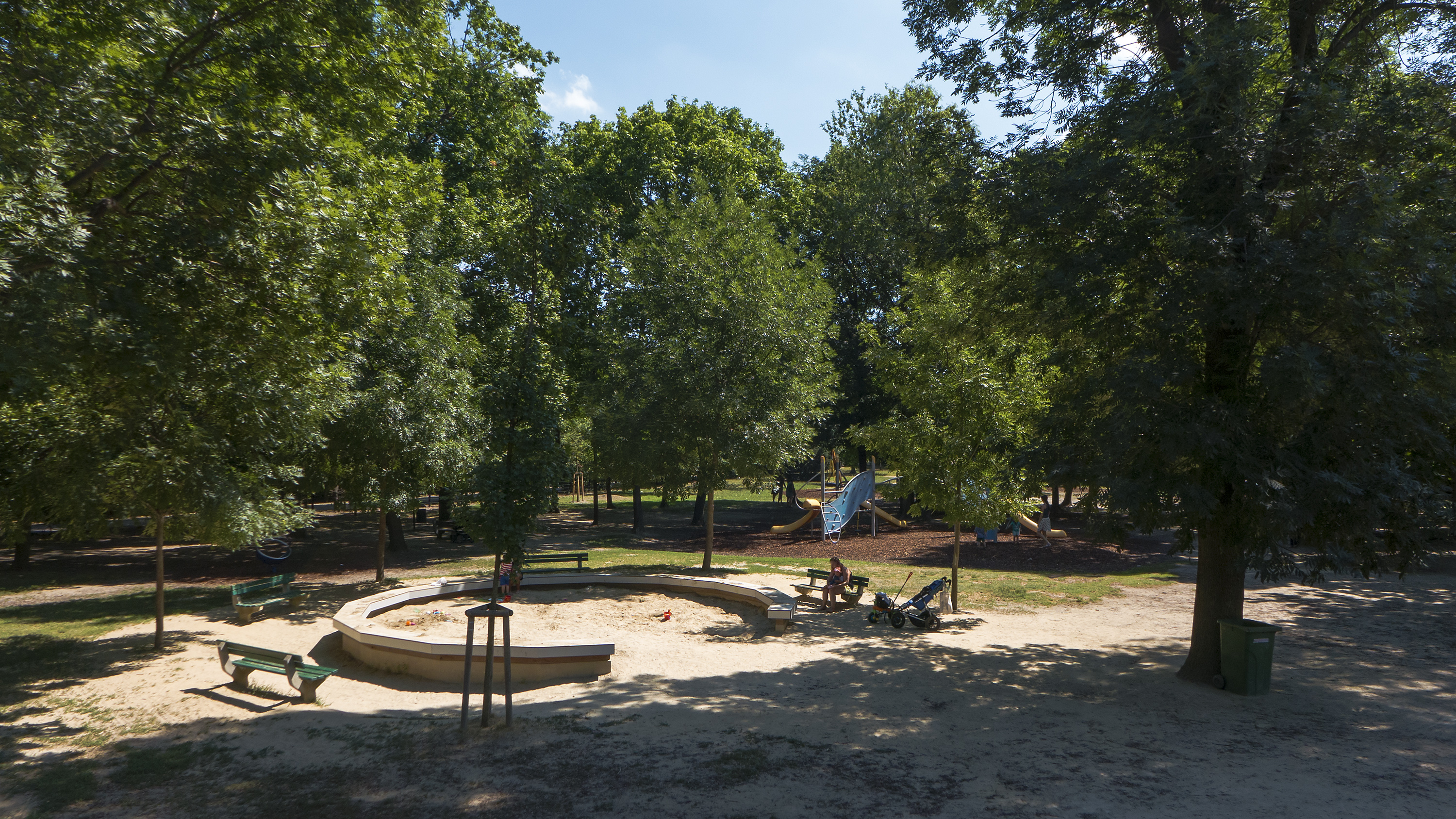
Kinderspielplatz
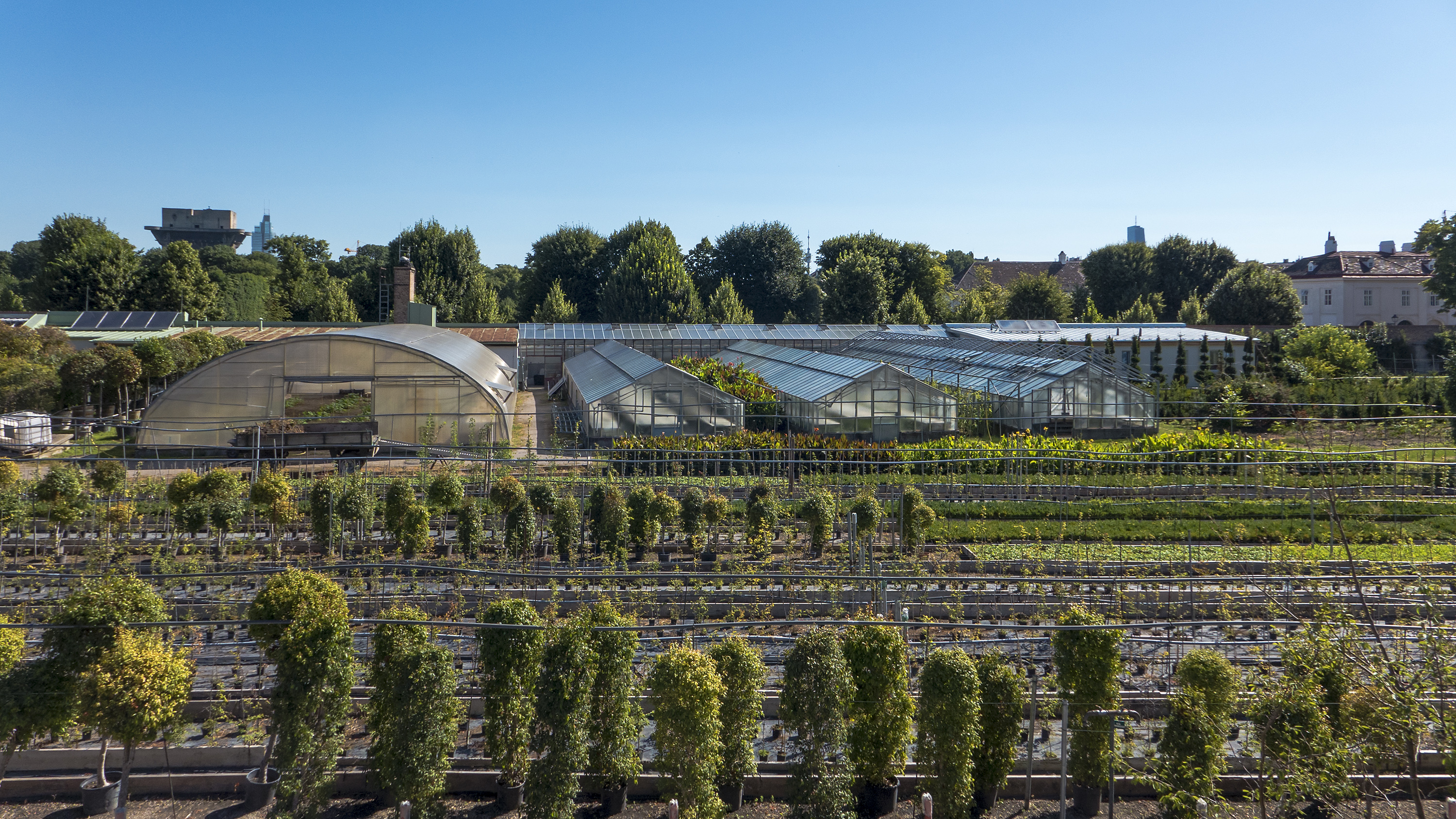
Versuchsgärten der Universität Wien
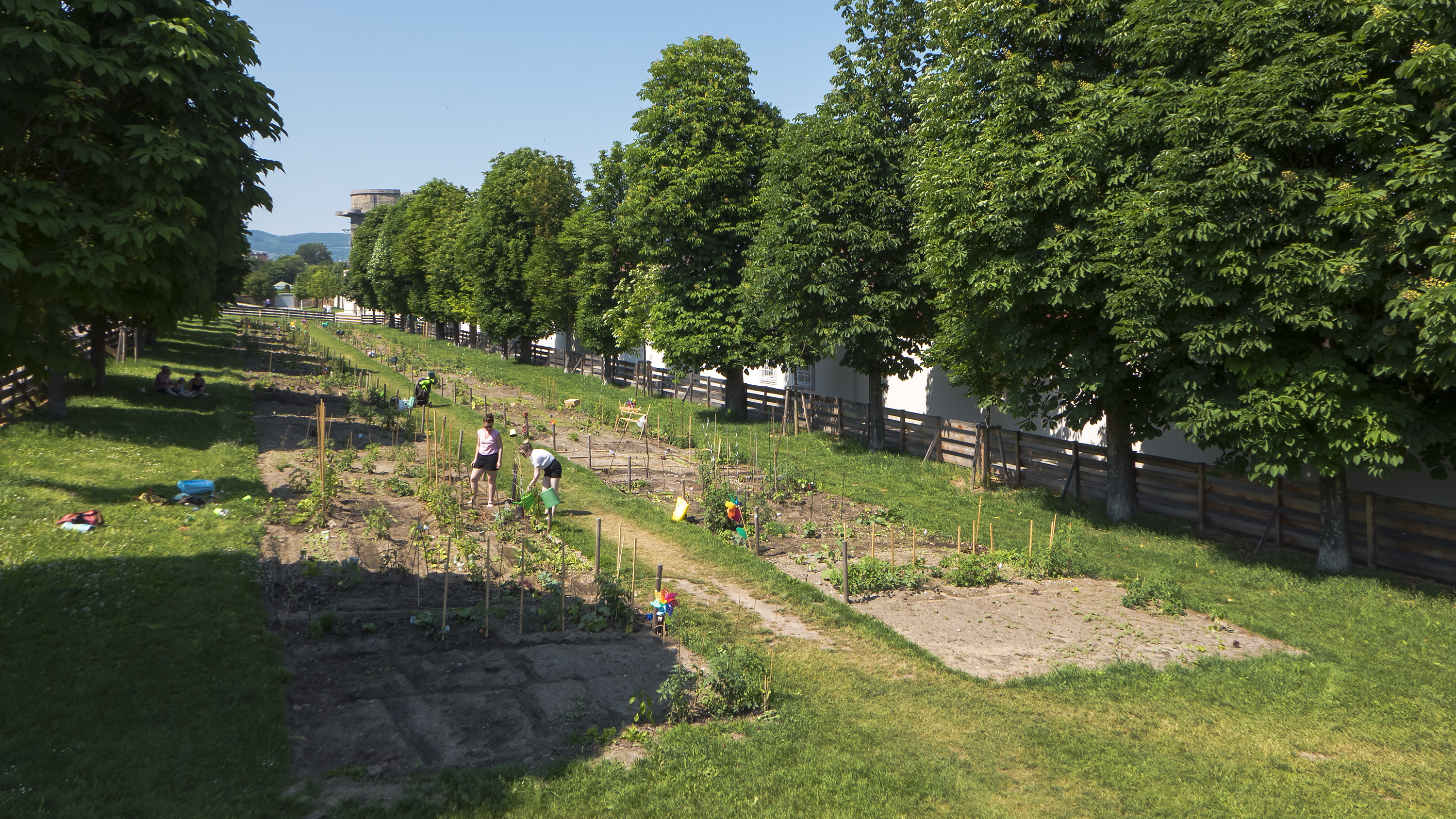
Nachbarschaftsgarten Augarten
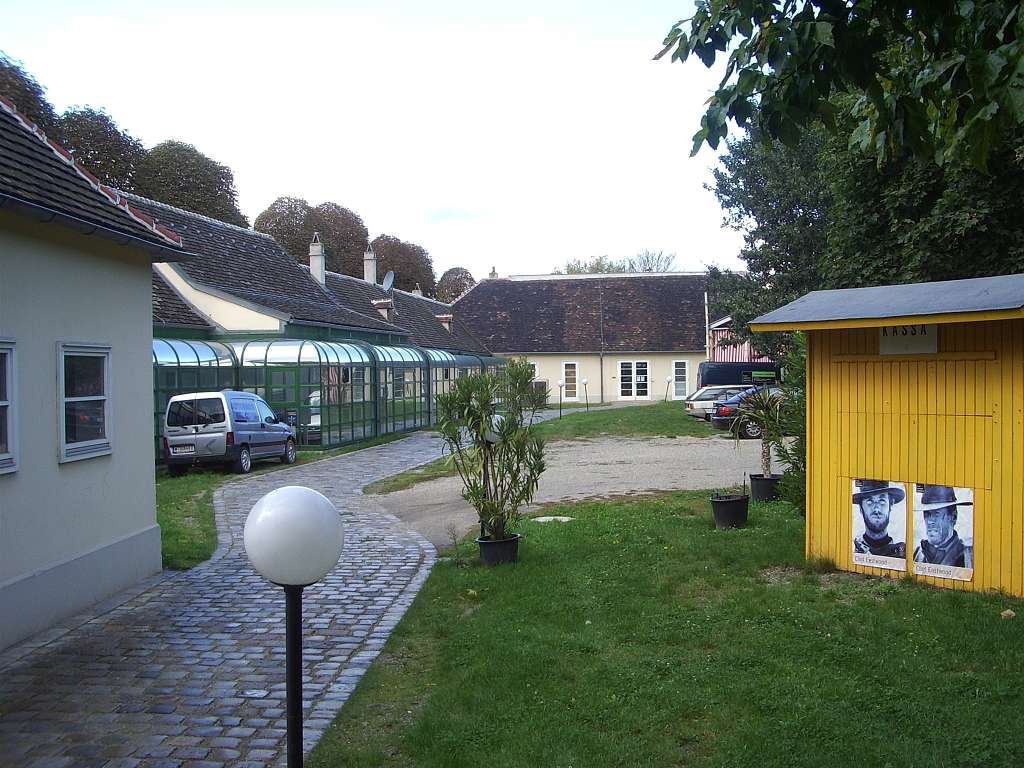
Film Archiv Austria
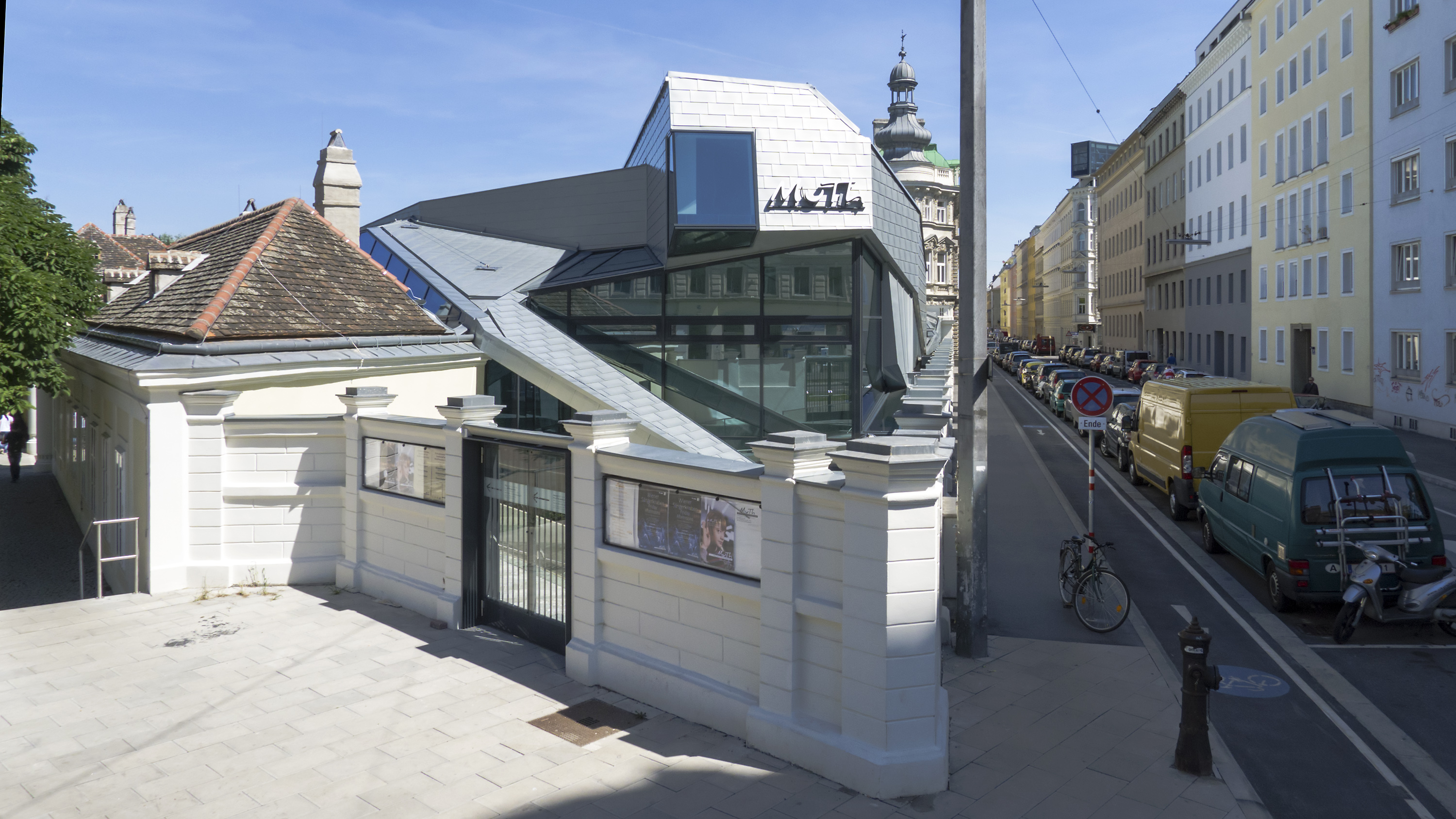
Konzertsaal MuTh der Wiener Sängerknaben
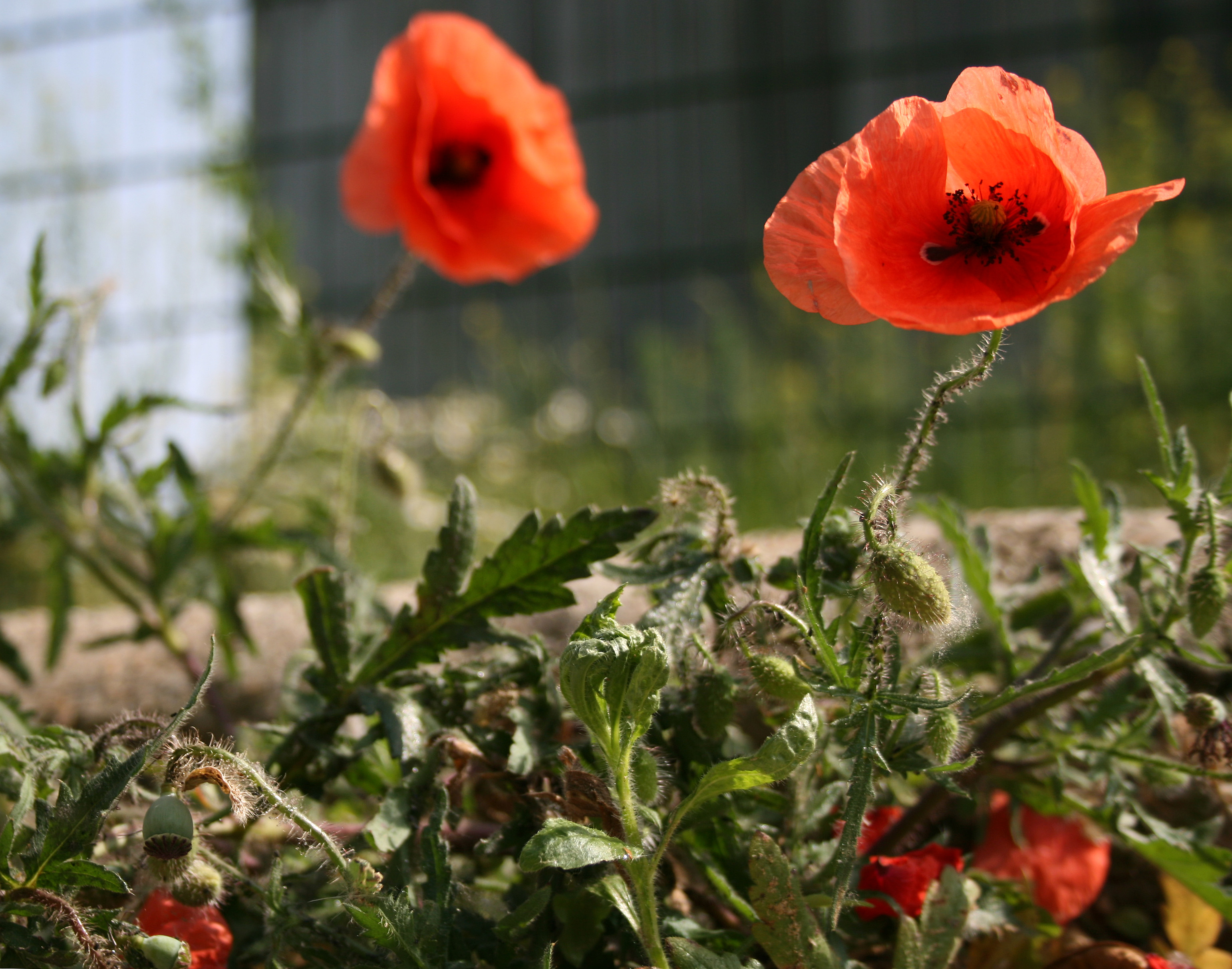
Klatschmohn im Augarten